# 可可托海镇
可可托海镇，是中华人民共和国新疆维吾尔自治区阿勒泰地区富蕴县下辖的一个镇。境內有阿尔泰山可可托海国际滑雪场。
可可托海，哈薩克語意為「綠色的叢林」，地處阿勒泰山脈中部南坡，海拔1200至1500米，由於特殊的地質構造，風雨侵蝕，流水切割，形成許多深溝峽谷，是中國第一個以典型礦床和礦山遺址為主體景觀的國家地質公園，內部有獨特的阿爾泰山花崗岩地貌景觀和富蘊大地震遺跡。
1930年代，蘇聯派出地質學家前往探查，在額爾濟斯河附近發現稀有礦石，一路逆流而上發現了可可托海，發動當地牧民採集礦石、進行收購。1940年代，中蘇聯合開發，挖出稀有金屬。經過20多年開採，一座山被挖成200公尺深、250公尺深、240公尺寬的世界最大礦坑，開採出高達86種稀有礦產。
由花崗岩組成的神鍾山，又名為阿米爾薩拉山，相傳蒙古王的兒子宏泰吉愛上一位美麗的姑娘薩拉，但薩拉卻愛著宏泰吉的好友阿米爾，小倆口私奔到神鍾山，卻被宏泰吉發現，派人射殺薩拉。阿米爾眼見心愛的薩拉從神鍾山上墜落，跟著跳下山殉情，後人為了紀念他們堅貞的愛情，便將這座橋命為「阿米爾薩拉橋」。

## 行政区划
可可托海镇下辖以下地区：
团结路社区、文化东路社区、文化西路社区和塔拉特村。

## 旅遊景點
- 可可托海國家地質公園
- 可可托海國家礦山公園
- 額爾齊斯大峽谷
- 伊雷木湖
- 夫妻樹

## 有关文艺作品
- 《可可托海的牧羊人》，王琪作词、作曲并演唱。

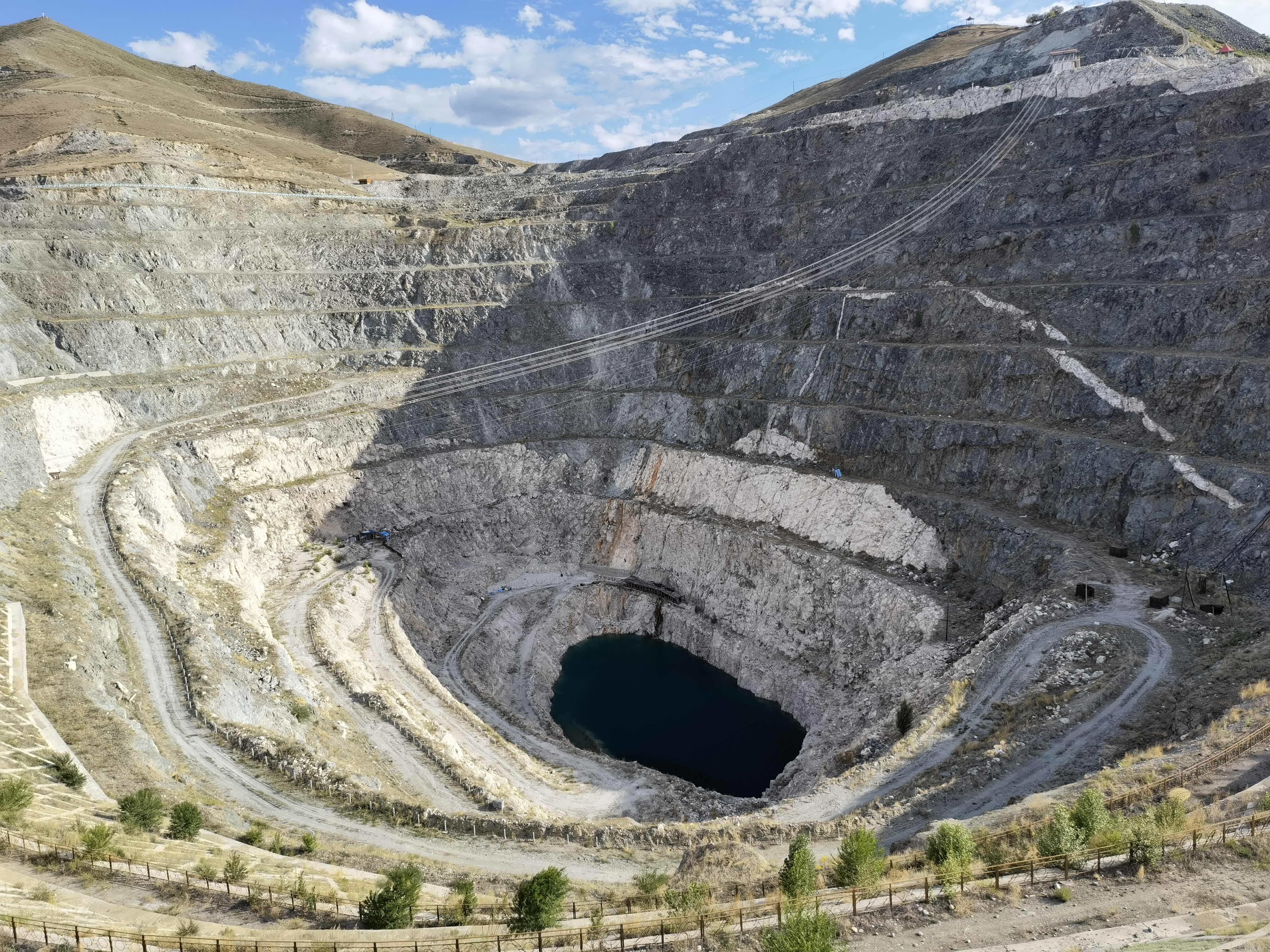
可可托海三号矿坑

额尔齐斯河的河源库依尔特河在可可托海镇的冬季全景